# مرغابی مسکوی اهلی
مسکووی یا بربری شکل اهلی‌شده مرغابی مسکووی وحشی (نام علمی: Cairina moschata) است. تعدادی از نژادهای محلی یا منطقه‌ای وجود دارد و نرهای آنها معمولاً با مرغابی‌های خانگی برای تولید دورگه‌هایی به نام مولارد تلقیح می‌شوند.
مرغابی مسکووی را می‌توان با مرغابی سرسبز در اسارت تلاقی کرد تا دورگه‌هایی به نام مولارد ("اردک قاطر ") تولید کند زیرا نابارور هستند. نرهای مسکووی به‌طور تجاری با ماده‌های مشتق شده از مرغابی سرسبز به صورت طبیعی یا با لقاح مصنوعی تلاقی می‌شوند. حدود ۴۰ تا ۶۰ درصد تخم‌هایی که بارور هستند، منجر به پرورش پرندگانی می‌شوند که تنها برای گوشت آنها یا برای تولید جگر چرب پرورش می‌یابند: آنها مانند نژادهای مشتق‌شده از مرغابی به سرعت رشد می‌کنند، اما به اندازه بزرگی مانند مرغابی مسکووی رشد می‌کنند. برعکس، اگرچه تلاقی نرهای مشتق‌شده از مرغابی نر با مرغابی مسکوی امکان‌پذیر است، فرزندان نه برای گوشت و نه برای تولید تخم مرغ مطلوب هستند.
مرغابی مسکووی پیش از رسیدن کریستف کلمب در سال ۱۴۹۲ توسط مردمان بومی مختلف قاره آمریکا اهلی شده بود.

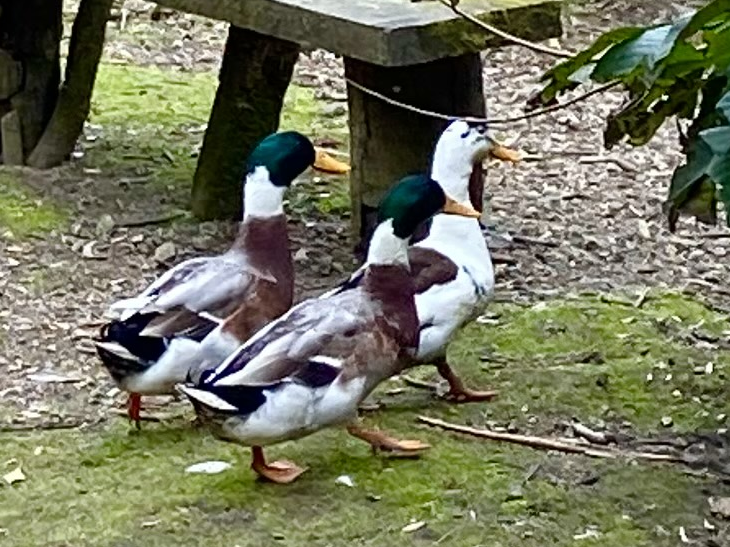
مولاردهای ناشی از تلاقی با مرغابی گونه وحشی (Anas platyrhynchos)